# Tiger (Chicago)
Tiger is een Amerikaans historisch merk van motorfietsen.
De bedrijfsnaam was Tiger Autobike Co., Chicago (1915-1916).
Een van de weinige Amerikaanse motormerken die het probeerden met een lichte motorfiets, in dit geval een 241 cc tweetakt met een Frederickson-blok en riemaandrijving.